# Northwest Airlines
Northwest Airlines foi uma empresa aérea dos Estados Unidos com sede na cidade de Eagan, Minnesota. Era membro da SkyTeam Alliance.

## História

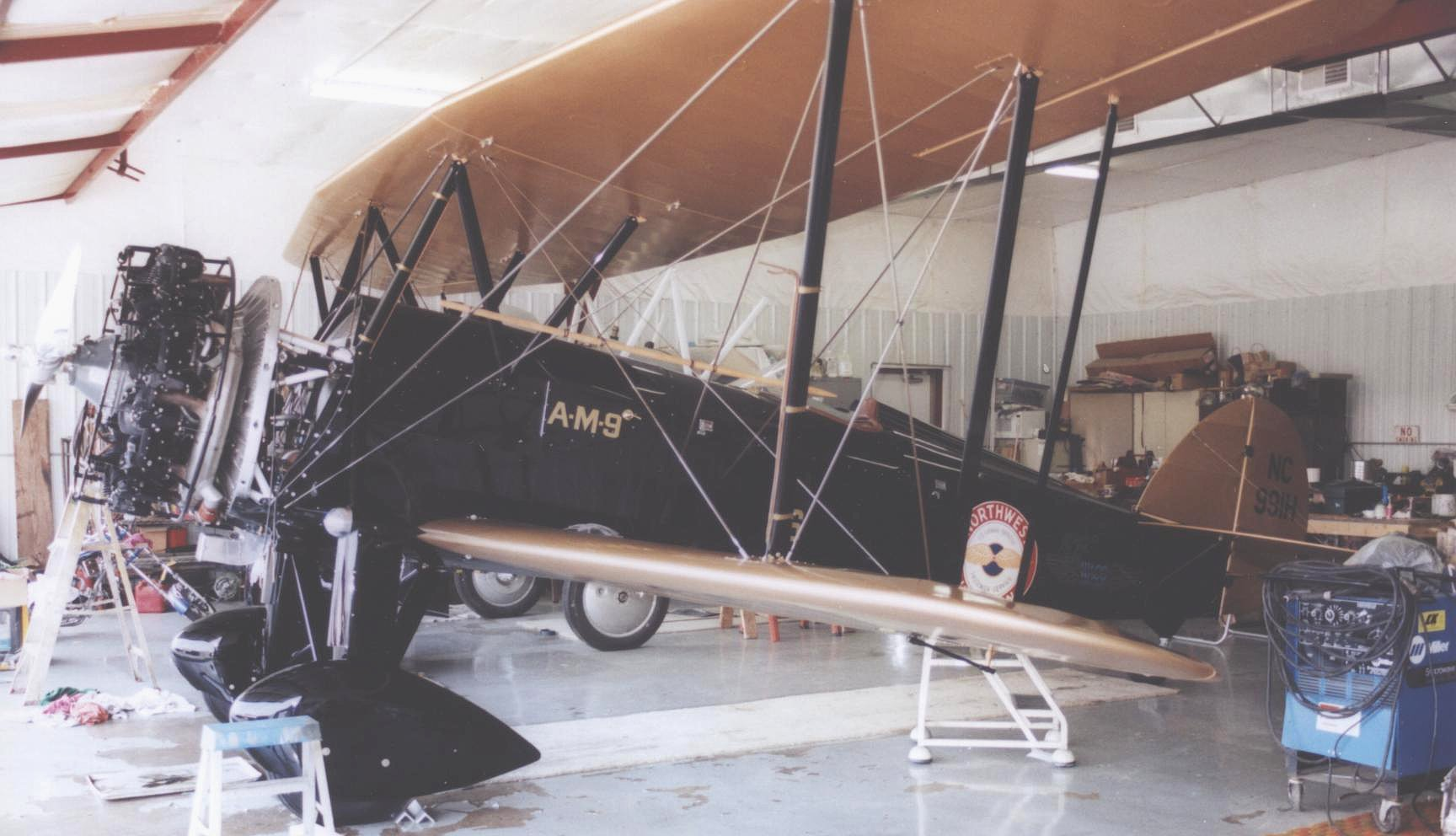
Waco JYM da Northwest Airlines utilizado em 1929.

Em 1926 Lewis Brittin criou a Northwest Airways. Como outras companhias estadunidenses, a Northwest começou não por transportar passageiros, mas sim para fazer correspondência aérea. As suas primeiras rotas foram entre Minneapolis, Minnesota e Chicago. Somente em 1927 a Northwest começou a transportar passageiros e em 1928 fez o seu primeiro voo fora dos Estados Unidos, com destino a Winnipeg no  Canadá. No final da década a companhia adicionou mais destinos ao seu serviço.
Em 1931, a Northwest apoiou Charles Lindbergh e Anne Lindbergh num pioneiro voo até ao Japão, que depois ficou conhecido pelo Grande Círculo da Northwest Airlines, e provou que voando pelo Alasca poderiam poupar 3 218 km entre a rota de Nova Iorque e Tóquio. Em 1933 o nome mudou para o atual Northwest Airlines. Durante a 2º Guerra Mundial a Northwest Airlines ajudou os Estados Unidos transportando os militares.
Na Primavera de 1947 a Northwest Airlines estableceu-se em Tóquio e começou a voar até aos Estados Unidos, tornando-se assim a primeira companhia aérea estadunidense a voar dos Estados Unidos até ao Japão. A partir de Tóquio a Northwest Airlines voava para Seul, Shanghai e Manila. Assim a companhia modificou o nome para Northwest Orient Airlines.

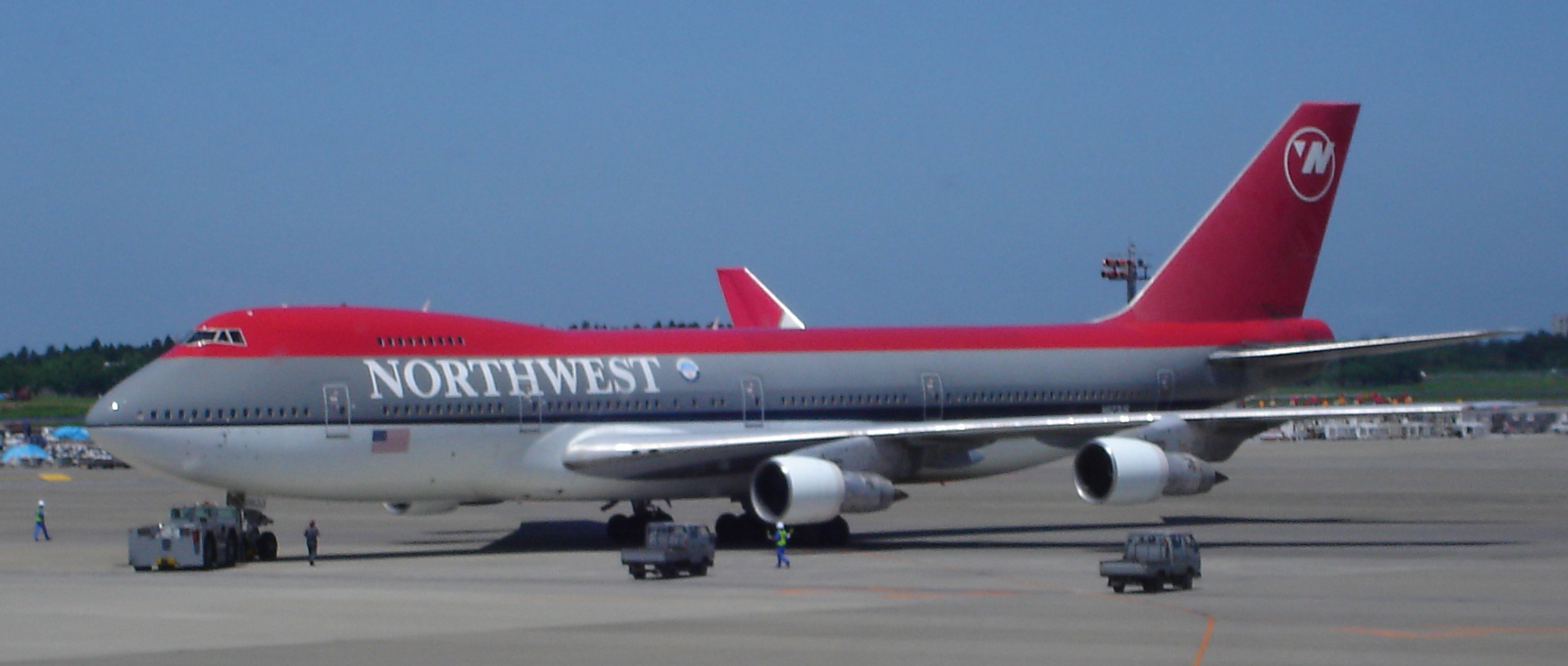
Um Boeing 747 da Northwest Airlines

A 1 de Agosto de 1969 a Northwest Airlines recebeu a primeira encomenda do novo Boeing 737,que permitia assim melhorar a qualidade de voo em menos tempo de viagem. Northwest Airlines e a Pan American eram as únicas companhias autorizadas a voar dos Estados Unidos para o Japão. Atualmente a companhia é a maior companhia não-japonesa a operar no Japão que incluia quinze destinos na Ásia.
Em 1984 a Northwest Airlines começou a ter voos diretos até à China e também até às ilhas Britânicas e Escandinávia. Em 1986 comprou a rival Republic Airlines, a qual era baseada em Minneapolis-St. Paul. Após a fusão, a empresa modificou seu nome de Northwest Orient Airlines para apenas Northwest Airlines.

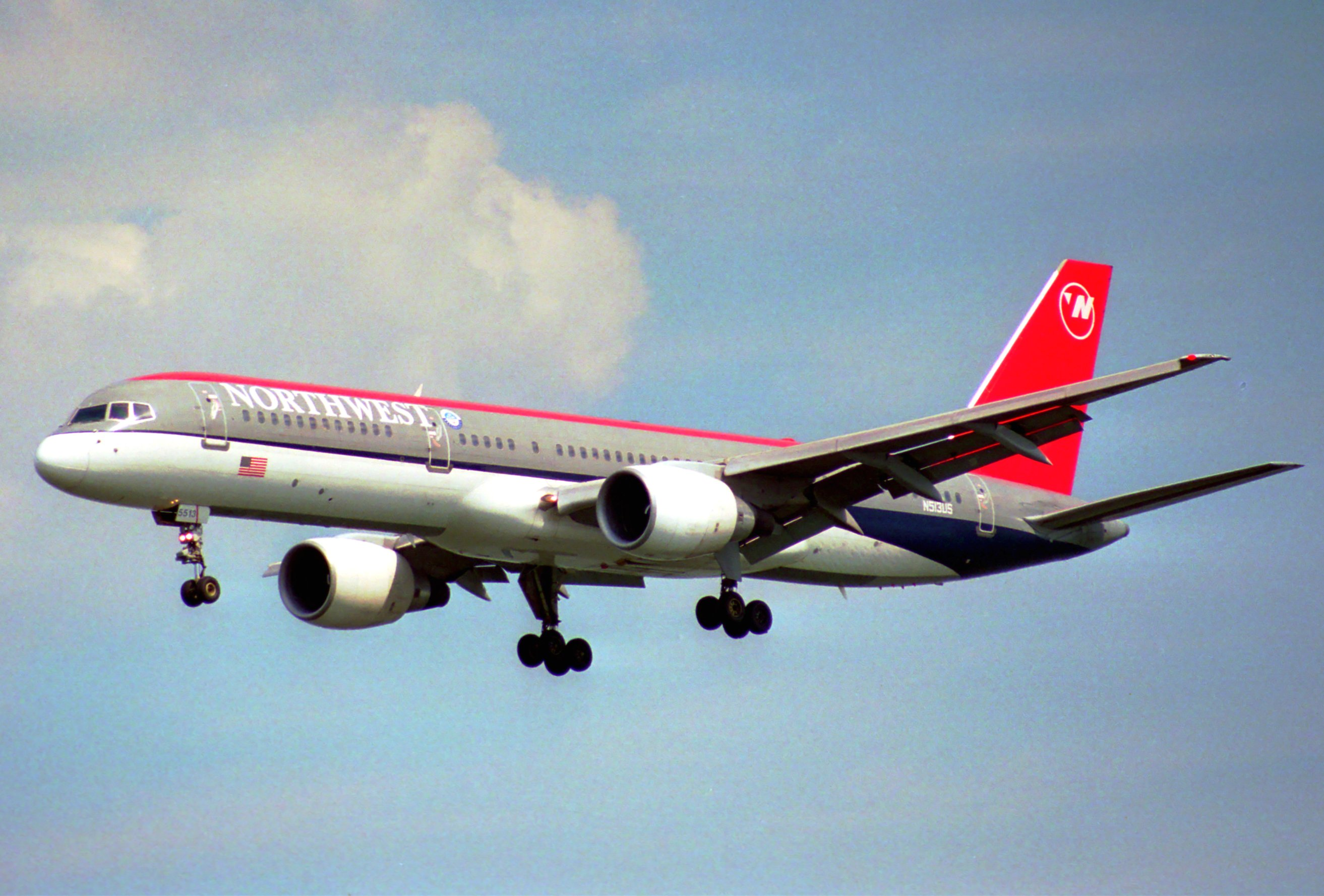
Boeing 757-200 da Northwest Airlines.

As suas maiores mudanças aconteceram em 1989. A Northwest Airlines foi comprada por um grupo liderado por Al Checchi and Gary Wilson, pela KLM e muitas outras. Para pagar as dívidas, os novos donos tiveram de vender propriedades da companhia em todo o mundo, inclusive em Tóquio.
Em 1993 a Northwest Airlines e a KLM fizeram uma estratégica aliança conhecida como a Wings Alliance. Foi também nesse ano que se juntou à SkyTeam

### Venda

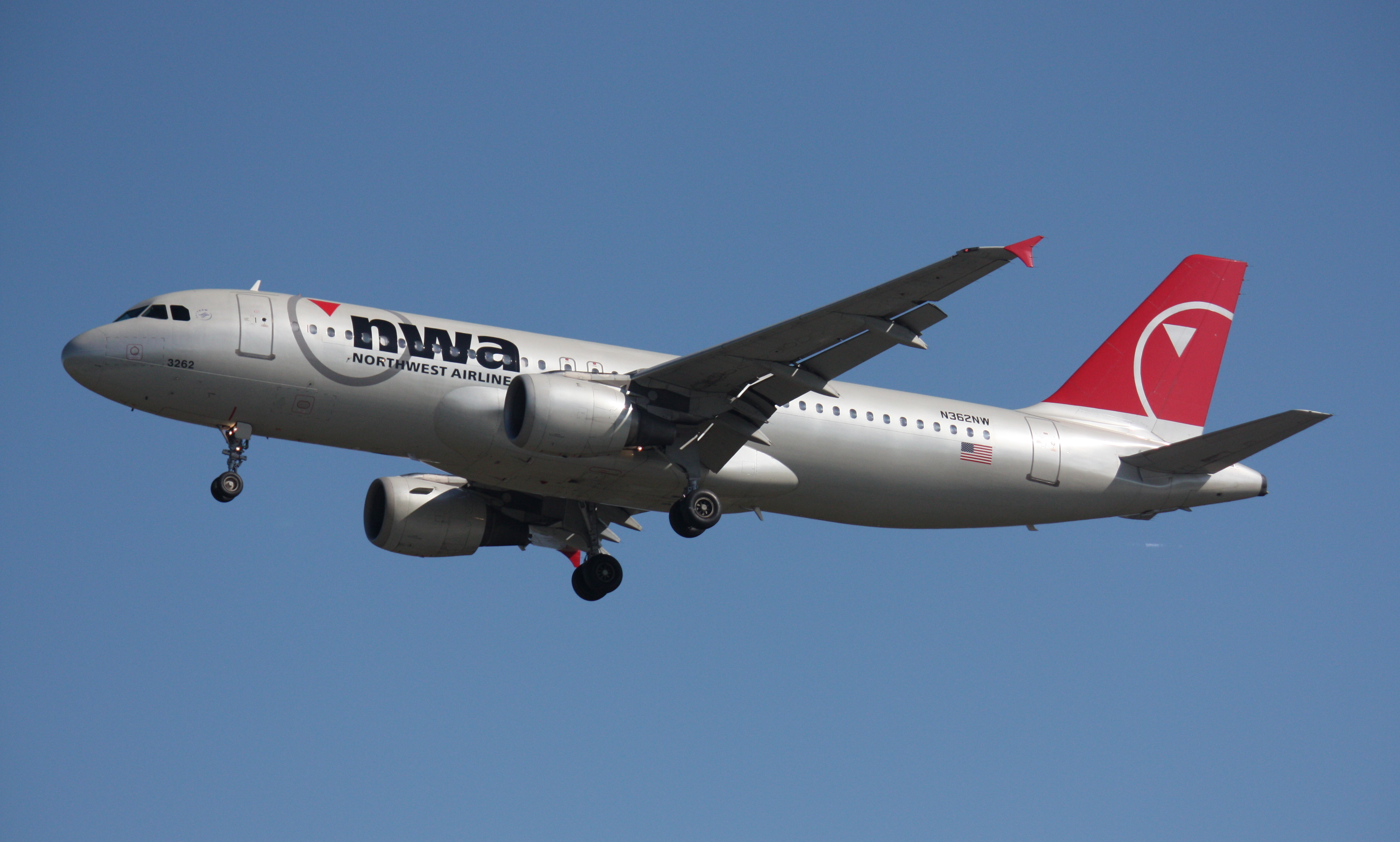
Airbus A320 da Northwest Airlines em 2008.

Em 14 de abril de 2008 a NWA anunciou a fusão com a Delta, formando a maior companhia aérea do mundo. A fusão foi aprovada em 28 de outubro de 2008 e a marca NWA desapareceu, ficando somente a marca Delta.

## Frota
Em agosto de 2009.
- Airbus A319-100: 57
- Airbus A320-200: 69
- Airbus A330-200: 11
- Airbus A330-300: 21
- Boeing 747-400: 16
- Boeing 757-200: 45
- Boeing 757-300: 16
- McDonnell Douglas DC-9-30: 27
- McDonnell Douglas DC-9-40: 7
- McDonnell Douglas DC-9-50: 34